# Lights Out (álbum de UFO)
Lights Out es el sexto álbum de estudio de la banda británica de hard rock y heavy metal UFO, publicado en 7 de mayo de 1977 por Chrysalis Records. Obtuvo el puesto 23 en los Estados Unidos y por primera vez ingresó en los UK Albums Chart del Reino Unido, en la posición 54.
Fue el primer disco producido por Ron Nevison conocido por haber trabajado con Led Zeppelin y Thin Lizzy, entre otros, y además es el primero con el guitarrista y tecladista Paul Raymond, tras la salida de Danny Peyronel.
Dentro del listado de canciones destacan el cover de «Alone Again Or» perteneciente a la banda Love y «Love to Love» que fue incluida en las películas Detroit Rock City de 1999 y en Spun de 2002. En 2008 se lanzó en edición remasterizada por el sello EMI Music, con cuatro canciones en vivo grabadas en el recinto Roundhouse de Londres en 1977.
En 1989 la revista Kerrang! lo colocó en el puesto 28 de su lista los 100 mejores álbumes de heavy metal de todos los tiempos.

## Lista de canciones
| N.º | Título                           | Escritor(es)                | Duración |  |
| 1.  | «Too Hot To Handle»              | Way, Mogg                   | 3:37     |  |
| 2.  | «Just Another Suicide»           | Mogg                        | 4:58     |  |
| 3.  | «Try Me»                         | Schenker, Mogg              | 4:49     |  |
| 4.  | «Lights Out»                     | Schenker, Mogg, Parker, Way | 4:33     |  |
| 5.  | «Gettin 'Ready»                  | Schenker, Mogg              | 3:46     |  |
| 6.  | «Alone Again Or» (cover de Love) | Bryan MacLean               | 3:00     |  |
| 7.  | «Electric Phase»                 | Schenker, Mogg, Way         | 4:20     |  |
| 8.  | «Love to Love»                   | Schenker, Mogg              | 7:38     |  |

| Pistas adicionales en reedición de 2007 |                           |          |  |
| N.º                                     | Título                    | Duración |  |
| 9.                                      | «Lights Out» (en vivo)    | 5:14     |  |
| 10.                                     | «Gettin 'Ready» (en vivo) | 4:03     |  |
| 11.                                     | «Love to Love» (en vivo)  | 7:15     |  |
| 12.                                     | «Try Me» (en vivo)        | 4:03     |  |

## Músicos
- Phil Mogg: voz
- Michael Schenker: guitarra líder
- Paul Raymond: guitarra rítmica y teclados
- Pete Way: bajo
- Andy Parker: batería